# Candi Binangun (Sukorejo)
Candi Binangun is een bestuurslaag in het regentschap Pasuruan van de provincie Oost-Java, Indonesië. Candi Binangun telt 4603 inwoners (volkstelling 2010).